# عفريت سمارة (فلم)
عفريت سمارة هو فيلم مصري عرض عام 1959، بطولة تحية كاريوكا ومحسن سرحان ومحمود إسماعيل، ومن إخراج حسن رضا، وهو الجزء الثاني من فيلم سمارة والذي عرض عام 1956.

## قصة الفيلم
يعيش ضابط المباحث فؤاد حسين (محسن سرحان) حزينا بعد أن فقد حبيبته سمارة (تحية كاريوكا)، يعهد للضابط قضية إحدى عصابات المخدرات التي يتزعمها أنتكة للتحقيق فيها، يرفض أن يستمر في عمله بالبوليس، ويقدم استقالته إلا أن رئيسه يرفض استقالته، في يوم من الأيام تظهر روح سمارة أمامه، فيفزع من رؤيتها مجسدة أمامه. فتطلب منه أن تكون لقاءتهما سرًا لا يعرف بها أحد، ترى والدة الضابط أن الأصلح أن يتزوج ليخرج من حالة الحزن الذي ألم به، سمارة ترفض فكرة زواجه، تكشف سماره له أن قضية المخدرات وقضية أنتكة واحدة، لذا يتنكر ضابط البوليس في زي ابن البلد سيد أبو شفة ليكتشف أسرار العصابة، إلا أن أنتكة يتمكن من الهرب من مستشفى السجن، وفي نفس الوقت يكتشف شخصية ضابط البوليس، إلا إن البوليس يتابع نشاط أفراد العصابة ويتمكن من القبض عليهم أثناء استلام المخدرات، وأثناء مطاردة أنتكة يتمكن البوليس من إصابته بطلق ناري، إلا أن ضابط البوليس يتمكن من قتله، وبعد أن تمكن من عصابتي المخدرات وأنتكة، تظهر له سمارة مرة أخرى وتوافق على زواجه من إحدى قريباته.

## طاقم التمثيل
- تحية كاريوكا: (سمارة)
- محسن سرحان: (الضابط فؤاد حسين / سيد أبو شفة)
- محمود إسماعيل: (المعلم سلطان)
- كريمان: (أمنية)
- سميحة توفيق: (المعلمة أوسة)
- فؤاد جعفر: (الضابط إسماعيل)
- فتحية شاهين: (علية حسني)
- ثريا فخري: (والدة فؤاد)
- محمد الديب: (عجلة)
- عدلي كاسب: (مفتش المباحث)
- محمد صبيح: (المعلم أنتكة - زوج أوسة)
- رياض القصبجي: (من رجال المعلمة أوسة)
- عبد الغني النجدي: (الشاويش عويس)
- سامية رشدي: (زكية - زوجة عجلة)
- سعيد خليل: (عبد الرحمن)
- عبد المنعم سعودي: (صول النوبتجية)
- محمود كامل: (عسكري الحراسة)
- شوقي بركة: (من رجال المعلمة أوسة)
- حسين قنديل: (طبيب المستشفى)
- نصر الدين مصطفى: (رئيس المباحث)
- مطاوع عويس: (مخبر)
- دنجل: (من رواد القهوة)
- محمد رشدي: (مطرب القهوة)
- فادية إبراهيم: (راقصة)
- هند مرعبي: (راقصة)
- محمود رضا: (راقص)
- باتريشيا: (راقصة)
- الثلاثي المرح: (غناء)

## فريق العمل
- إخراج: حسن رضا
- تأليف: محمود إسماعيل
- مدير التصوير: محمد عبد العظيم
- مونتاج: سعيد الشيخ
- موسيقى تصويرية: إبراهيم حجاج
- إنتاج: أفلام النور العربية (عبد الفتاح منسي)
- توزيع: أفلام مصر الجديدة